# Tomosvaryella brachybasis
Tomosvaryella brachybasis är en tvåvingeart som beskrevs av De Meyer 1993. Tomosvaryella brachybasis ingår i släktet Tomosvaryella och familjen ögonflugor.
Artens utbredningsområde är Botswana. Inga underarter finns listade i Catalogue of Life.